# Widow's Weeds
«Widow's Weeds» — перший студійний альбом норвезького готик-метал-гурту Tristania. Реліз відбувся 9 березня 1998.

## Список композицій
| #     | Назва                | Автор слів    | Тривалість |
| ----- | -------------------- | ------------- | ---------- |
| 1.    | «Preludium...»       | інструментал  | 1:09       |
| 2.    | «Evenfall»           | Morten Veland | 6:51       |
| 3.    | «Pale Enchantress»   | Veland        | 6:31       |
| 4.    | «December Elegy»     | Veland        | 7:31       |
| 5.    | «Midwintertears»     | Veland        | 8:32       |
| 6.    | «Angellore»          | Veland        | 7:16       |
| 7.    | «My Lost Lenore»     | Veland        | 6:23       |
| 8.    | «Wasteland's Caress» | Veland        | 7:40       |
| 9.    | «...Postludium»      | Instrumental  | 1:12       |
| 53:07 |                      |               |            |

| Обмежене видання | Обмежене видання | Обмежене видання | Обмежене видання |
| #                | Назва            | Автор слів       | Тривалість       |
| ---------------- | ---------------- | ---------------- | ---------------- |
| 10.              | «Sirene»         | інструментал     | 3:22             |
| 11.              | «Cease to Exist» | Veland           | 9:17             |
| 65:46            |                  |                  |                  |

## Учасники запису
- Вібеке Стене – вокал
- Мортен Веланд – гроулінг, гітари
- Андерс Хойвік Хідле – електрогітара
- Руне Естерхус – бас-гітара
- Ейнар Моен – клавіші
- Кеннет Олссон – ударні